# Maurice Goldenhar
Maurice Goldenhar (15. Januar 1924 – 11. September 2001) war ein belgisch-US-amerikanischer Augenarzt und Allgemeinmediziner. Er wanderte 1940 von Belgien in die Vereinigten Staaten aus. Später kam er für medizinische Studien wieder nach Europa und kehrte dann zurück in die USA.
Er beschrieb 1952 als erster ein Krankheitsbild, das nach ihm Goldenhar-Syndrom benannt wurde.